# Поташёв, Максим Оскарович
Макси́м Оска́рович Поташёв (род. 20 января 1969, Москва) — российский математик, маркетолог, бизнес-тренер. Занимается консалтингом в области маркетинга, продаж и клиентского сервиса. Регулярно проводит семинары и тренинги по профессиональной тематике, а также по технике принятия решений, командообразованию, бизнес-мышлению. Президент федерации спортивного бриджа России.
Наибольшую популярность получил в качестве игрока в телевизионной версии интеллектуальной игры «Что? Где? Когда?», где выступает с 1994 года. Магистр игры (2000), обладатель приза «Бриллиантовая сова» 2022 года, четырёхкратный обладатель приза «Хрустальная сова» (первую выиграл зимой 1997 года, две «Хрустальные совы» получил в 2000 году на Юбилейных играх, а четвёртую осенью 2016 года).

## Биография
Родился 20 января 1969 года в Москве.
Окончил факультет управления и прикладной математики МФТИ, преподавал на кафедре общей и прикладной экономики в МФТИ.
Работал исполнительным директором интернет-агентства «Результат», директором аналитического центра «Лаборатории Касперского», руководил Центром оперативного маркетинга ОАО «Росгосстрах», управляющим партнёром консалтингового агентства «R&P Consulting». В 2012 году занял должность директора по развитию в издательстве «Азбука-Аттикус».
Ведёт программу «Тренер» на радио «Маяк».
Интересуется различными видами спорта (в частности, баскетболом и футболом), болеет за ЦСКА.
Поддержал вторжение России на Украину. Проводил политические лекции для мобилизованных.

## Семья
Отец — кандидат технических наук Оскар Ефимович Поташёв (1939—2009), заведующий лабораторией в НИИ ВНИИДРЕВ в Балабанове, автор монографий «Древесностружечные плиты в конструкциях мебели» (1978) и «Механика древесных плит» (1982). Мать — Марина Мишелимовна Поташёва (род. 1937), преподавала экономику издательского дела и бухгалтерский учёт.
Имеет двоих сыновей-близнецов: Романа и Андрея (2005) от брака с Еленой Александровой, и дочь Анну (2014) от второго брака с участницей спортивного «Что? Где? Когда?» Еленой Чухраёвой.

## Что? Где? Когда?
Играет в спортивной версии «Что? Где? Когда?» с 1989 года. Всё время выступал за одну и ту же команду (современное название «Афина»). В 2001 году стал её капитаном (вместо Владимира Белкина).
Свою первую игру в телеклубе «Что? Где? Когда?» сыграл в 1994 году в команде Михаила Смирнова. Затем играл в других командах (Валентины Голубевой, Андрея Козлова, Виктора Сиднева). В 2010—2013 годах играл в команде Андрея Козлова вместе со своей первой супругой Еленой Александровой. В 2014—2019 годах играл в команде Виктора Сиднева. В 2020—2021 годах — игрок команды Алёны Повышевой. С 2022 года — капитан своей собственной команды.
Получил вторым титул магистра игры «Что? Где? Когда?» и последнюю «Хрустальную сову», вручённую при Ворошилове, 30 декабря в финале юбилейных игр 2000 года (последняя игра Владимира Ворошилова). В финале летних игр 2001 года, посвящённых памяти Ворошилова, Поташёв выиграл раунд «зеро», который разыгрывался в последний раз. На память об этом Поташёву была подарена карточка с вопросом, написанным рукой Ворошилова. Также является рекордсменом клуба по победам в секторе «суперблиц» (5 побед).
В 2016 году Максим Поташёв, став лучшим игроком осенней серии игр «Что? Где? Когда?», получил юбилейную 100-ю «Хрустальную сову».
26 декабря 2022 года выиграл со своей командой финал года и получил «Бриллиантовую сову».

## Спортивный бридж
В августе 2010 года избран президентом Общероссийской общественной организации «Федерация спортивного бриджа России».

## Достижения
Входит в число игроков, принимающих регулярное участие в чемпионатах мира по игре «Что? Где? Когда?».
В спортивной версии игры «Что? Где? Когда?» имеет следующие основные достижения:
- чемпион мира 2003 и 2011 годов[26];
- чемпион России 2008 и 2011 годов[27];
- шестикратный чемпион Москвы по «Что? Где? Когда?» (1996, 1997, 1998, 2003, 2008, 2009);
- двукратный чемпион Международной ассоциации клубов «Что? Где? Когда?» (1992, 1995);
- трёхкратный победитель Открытого чемпионата Москвы по игре «Что? Где? Когда?» (1992, 1995, 1996).

В 2000 году на юбилейных играх в телепередаче «Что? Где? Когда?» выступал в команде звёзд 1990-х годов, а также в составе сборной клуба. В финале 30 декабря 2000 года, в котором решалась судьба телепередачи, знатоки победили 6:5 и сохранили передачу, причём именно ответ Поташёва на последний вопрос принёс знатокам победу. По итогам всеобщего зрительского голосования Поташёв был признан лучшим игроком за все 25 лет существования элитарного клуба, получив голоса от 50 тысяч телезрителей программы. Получил «Большую хрустальную сову» и главный приз юбилейных игр — «Бриллиантовую звезду» магистра игры «Что? Где? Когда?».
Участвовал во всех сезонах телевизионной игры «Брейн-ринг», дважды становился абсолютным чемпионом, 11 раз — чемпионом месяца.
Бессменный президент Ассоциации московских клубов «Что? Где? Когда?». Член правления и с 2001 года — вице-президент Международной ассоциации клубов (МАК) «Что? Где? Когда?». Член оргкомитета большого количества крупных турниров. Лауреат премии МАК в номинации «Человек года» (2004) и премии имени В. Я. Ворошилова за заслуги в развитии движения «Что? Где? Когда?» (2007).
Участвовал в программе «Кто хочет стать миллионером?» (в паре с Николаем Валуевым, выигрыш 800 000 рублей — эфир 21 февраля 2016).

## Книги
- М. Поташев, П. Ершов. Путь решения.
- М. Поташев, М. Левандовский. Век клиента.
- М. Поташев, В. Бруштунов. Бридж. Лучшая игра без мяча.
- М. Поташев, П. Ершов. Правила команды: Искусство думать вместе.